# Тамир (село)
Тами́р (бур. Тамир - сила, здоровье) — село в Кяхтинском районе Бурятии. Административный центр сельского поселения «Тамирское».

## География
Расположено в 88 км к востоку от районного центра — города Кяхта, на речке Тамир (правый приток Кудары), в южных отрогах Малханского хребта.

## История
В 1825 году село относилось к Урлуцкой волости и насчитывало 32 двора государственных крестьян.
В 1875 году построена Тамирская Петро-Павловская церковь. На строительство было потрачено 1100 рублей. В приходе церкви числились селения: Киреть, Шизагу, Хамигацай. В 1877 году была открыта министерская школа. Школа открыта на средства жены кяхтинского купца В. Токмаковой. В 1898 году в школе был открыт второй класс; школа преобразована в окружную.
В 1893 году село относилось к Тамирской волости Верхнеудинского округа Забайкальской области, имело 130 крестьянских дворов и 762 взрослых жителя.

## Население
| 2002 | 2010 |
| ---- | ---- |
| 749  | ↘661 |

## Достопримечательности
Петропавловская церковь — православный храм, относится к Улан-Удэнской епархии Бурятской митрополии Русской православной церкви.